# Groß Varchow

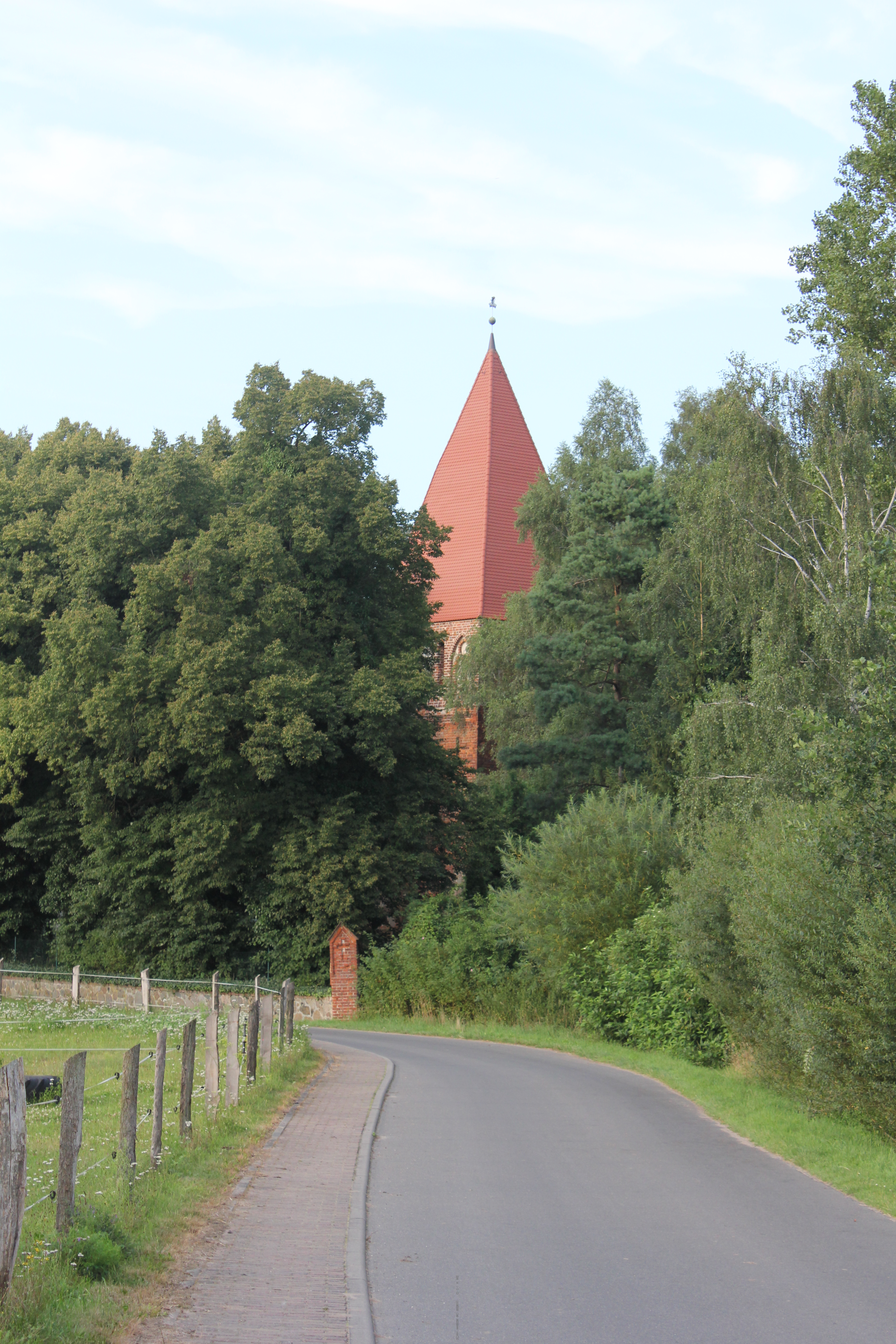
Blick auf die Kirche von Groß Varchow

Der Ort Groß Varchow ist ein kleines Dorf im Landkreis Mecklenburgische Seenplatte. Die Müritz befindet sich etwa zwanzig Kilometer südwestlich des Ortes. Groß Varchow ist ein Ortsteil der Gemeinde Möllenhagen und gehört zum Amt Penzliner Land (Mecklenburg-Vorpommern). Es liegt etwa zwanzig Kilometer nordöstlich von Waren (Müritz) und etwa zehn Kilometer nordwestlich von Penzlin. Der Hauptort der Gemeinde Möllenhagen liegt etwa sechs Kilometer südlich des Ortes.

## Geschichte
Varchow wurde am 13. Juli 1326 anlässlich der Bewidmung der St.-Nicolai-Kirche als „Villa Verchowe“ erstmals urkundlich erwähnt. Der Name ist slawischen Ursprungs; er könnte vom altslawischen Wortstamm „vrŭhŭ“ = „Gipfel“ abgeleitet sein und etwa „Hochdorf“ bedeuten.
Bis ins 17. Jahrhundert war hier das Adelsgeschlecht Kruse ansässig. Es blieb bis 1700 sein Stammlehnen. Ihm gehörten auch die umliegenden Güter Varchentin, Kraase und Bredenfelde. Im Jahr 1700 kaufte Otto Dietrich von Winterfeld das gesamte Gut, für das er am 23. April 1702 den Lehnbrief erhielt und mehrere Generationen bei den Winterfelds verblieb. Neben den Kruses besaß die Familie Kamptz Teile der Gutes. Vermutlich stammen diese Teile aus einer Mitgift der Kruses. Nach dem Verkauf Varchows an Winterfeld konnte Joachim Ernst von Kamptz den Familienanteil zurückkaufen. Dieser Teil bildet später das Gut Klein Varchow.
Im Jahr 1685 wurde in der Nähe von Varchow eine Glashütte errichtet, die im Jahr 1695 wieder abgerissen wurde. Das Gut Groß Varchow wurde im Jahr 1756 Eigentum der Familie von Klinggräff. Im Jahr 1803 kaufte Johann Karl David Zimmermann das Gut und ab 1821 wurde die Familie Jenisch Eigentümer des Gutes.
Das Gutshaus Groß Varchow wurde nach dem Zweiten Weltkrieg abgerissen. Teile der Gutsanlage (z. B. die Gutsscheune) existieren noch.
Derzeit wohnen etwa 100 Einwohner in Groß Varchow.
Mit der Gebietsreform von 1992 wurde Groß Varchow Teil des  Amtes Möllenhagen. Am 7. März 1994 wurde der Ort in die Gemeinde Möllenhagen eingemeindet.

## Kultur und Sehenswürdigkeiten

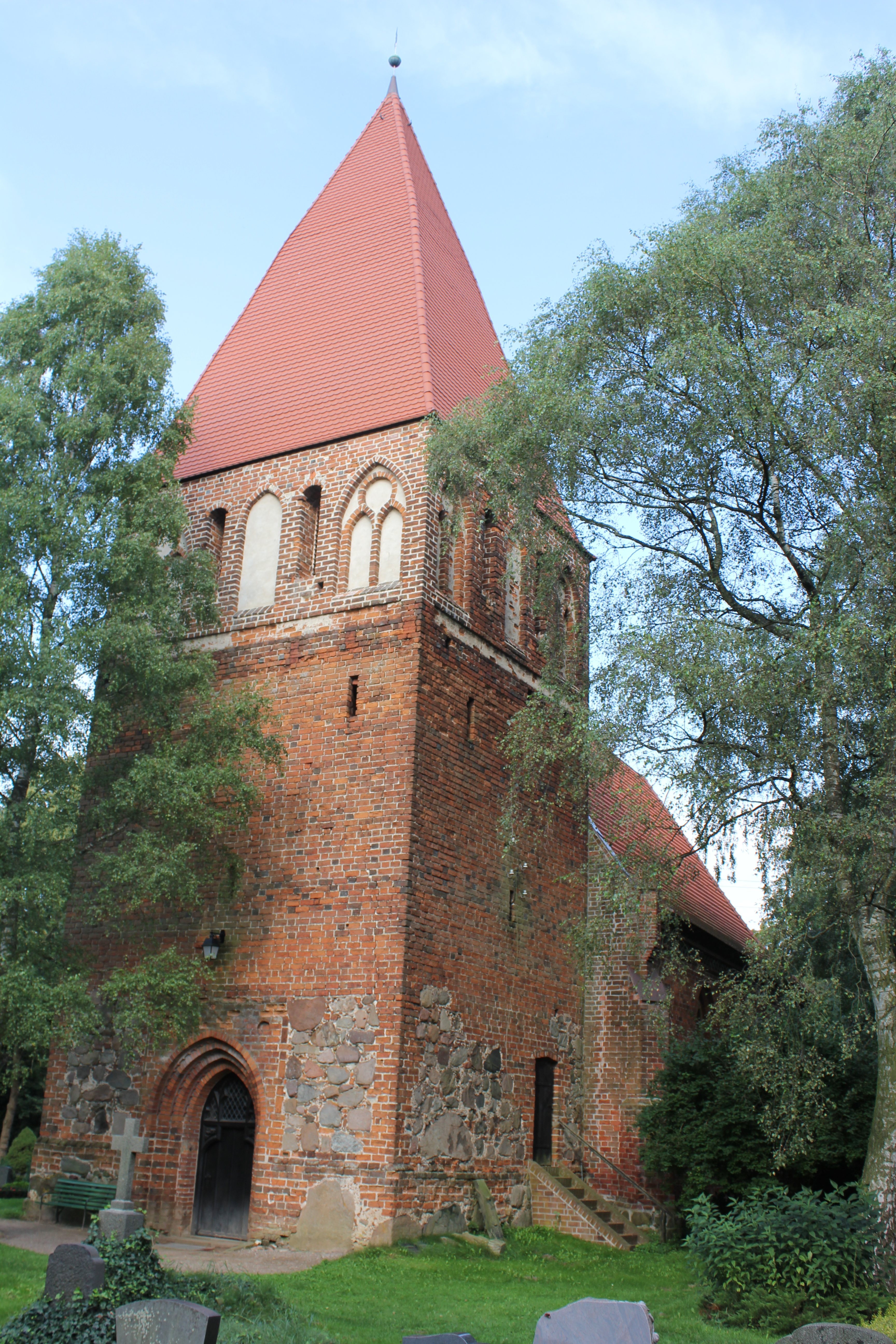
Blick auf die Kirche von Groß Varchow

- Backsteinkirche aus dem Jahr 1326. Das Gebäude ist ein rechteckiger Backsteinbau mit achteckigem Chorschluss. Der Turm hat spitzbogige Backsteinblenden mit Schallöffnungen. Im Jahr 1860 wurde die Kirche restauriert und die Inneneinrichtung neogotisch umgebaut. Im Jahr 2010 wurden die Dächer der Kirche und des Turmes neu gedeckt. Den Innenraum des Langhauses überspannt eine flache ornamentierte Holzdecke. Zur sehenswerten Ausstattung zählen Schnitzfiguren aus der Zeit um 1500 und die Gemälde der Pastoren vor 1725.

- Gutsscheune

## Söhne und Töchter des Ortes und seiner Ortsteile
Klein Varchoew
- Peter Krause (1943–2019), Politiker (CDU)